# Русский язык в Азербайджане
Русский язык является родным для более чем 150 тысяч граждан Азербайджана, в большинстве своём — этнических русских, а также азербайджанцев, лезгин, аварцев, украинцев, евреев и других. На 1994 год на русском языке в качестве второго языка свободно говорило 38 % жителей Азербайджана.

## История
Русский язык распространился на территории современного Азербайджана в первой половине XIX века в связи с колонизацией Южного Кавказа. Уже в 1830-х годах появились школы с обучением на русском языке в городах Шуша, Баку, Елизаветполь (Гянджа), Шамахи, Нахичевань, позже — в Кубе, Ордубаде, Закаталах. Образование на русском языке не пользовалось особенной популярностью и доверием среди азербайджанцев вплоть до 1887 года, когда Габиб-бек Махмудбеков и Султан-Меджид Ганизаде основали в Баку первое русско-азербайджанское (русско-мусульманское, русско-татарское) училище — светское учебное заведение с преподаванием на русском языке (с часами преподавания азербайджанского), чья программа соответствовала культурным ценностям и традициям мусульманского населения. До советизации на Южном Кавказе функционировало 240 подобных школ, в том числе женских (с 1901 года). В 1894 году была открыта первая русско-азербайджанская библиотека-читальня. В 1918 году, в короткий период независимости Азербайджана, азербайджанский язык был объявлен в стране государственным, однако использование русского языка в делопроизводстве разрешалось до изучения русскоязычными кадрами азербайджанского языка.
В советское время крупная удельная доля русских в населении Баку, качество и перспективы образования на русском языке, широкий доступ к русской литературе и прочие факторы способствовали интенсивной русификации населения Баку. Её результатом стало формирование в середине XX века надэтнической бакинской городской субкультуры, особыми чертами которой являлись космополитичность и русскоязычие и культивирование на основе этого понятий об «особой нации — бакинцах», объединявшей людей русской, азербайджанской, армянской, еврейской и прочих национальностей. Доминирование русского языка в Баку привело к тому, что его в качестве родного восприняла значительная часть нерусского населения, в том числе и некоторые азербайджанцы, называемые в быту «русскоязычными азербайджанцами» или просто «русскоязычными». В 1970 году 57,5 тысяч азербайджанцев (или 1,3 %) в Азербайджане назвали родным языком русский. В годы, последующие распаду Советского Союза, они, как и русское население страны, оказались подвержены эмиграции. Если в 1989 году они составляли чуть менее 1 % азербайджанского населения страны, то к 1999 году их количество составило всего 2,7 тысяч человек или 0,04 %. Помимо этого, в 1999 году русский язык назвали родным 67 % из 29 тысяч украинцев Азербайджана.

## Русскоязычная азербайджанская литература
Первые труды азербайджанских авторов на русском языке стали появляться в XIX веке. Так, в 1883 году на русском был написан исторический очерк Ахмед-бека Джеваншира «О политическом состоянии Карабахского ханства в 1745—1805 годах». До Революции публиковались оригинальные сочинения на русском, принадлежавшие перу Исмаил-бека Куткашенского и Юсиф-Везира Чеменземинли. Большим поборником распространения русского языка среди азербайджанского населения являлся драматург Мирза Фатали Ахундов. Окончательно русскоязычная азербайджанская литература сформировалась уже в советское время. Её яркими представителями стали Имран Касумов, Гасан Сеидбейли, Максуд и Рустам Ибрагимбековы, Иван Третьяков, Мансур Векилов, Чингиз Гусейнов, Натик Расулзаде, Лев Аскеров, Владимир Кафаров, Алла Ахундова, в поздне- и постсоветскую эпоху её традиции продолжили Чингиз Абдуллаев, Александр Хакимов, Дмитрий Дадашидзе, Гасан Кулиев, Игорь Ревва, Динара Каракмазли.
В новое время, после распада СССР, в Азербайджане появились и ряд молодых писателей и поэтов (Вячеслав Сапунов, Марина Янаева, Яна Кандова, Рена Юзбаши, Насиба Ализаде, Самит Алиев, Нателла Османлы, Элизабет Тюдор, Натик Джафаров, Нигяр Гасанзаде, Гюлюш Агамамедова и другие).
В 2003 году была основана ассоциация русскоязычных азербайджанских писателей «Луч» и московское отделение Союза писателей Азербайджана, в 2004 — ассоциация писателей и поэтов «Содружество литератур». Выпускаются журнал «Литературный Азербайджан» (с 1931 года), газета «Мир литературы» (с 2007 года), ассоциацией «Луч» учреждены премии им. Вагифа и «Гранат». С 2009 года действует Дом русской книги — магазин по продаже классической и современной литературы, учебников, альбомов по искусству и специализированной литературы на русском языке.

## Русский язык в искусстве

### Музыка
Начиная со второй половины XIX века песни народного и эстрадного жанра на русском языке имелись в репертуаре певцов Бюльбюльджана, Муслима Магомаева, Рашида Бейбутова, Полада Бюльбюльоглы, Флоры Керимовой, группы «Гая», после Перестройки — Бриллиант Дадашевой, Фаика Агаева, Айгюн Кязимовой, Мананы Джапаридзе, Адалята Шукюрова и других исполнителей.
С 1970-х годов в Баку получает развитие особый вид советской бардовской музыки, известный как «бакинская музыка» или «бакинский шансон». Отдавая дань бакинской субкультуре советского периода и языковым традициям города, песни этого жанра исполнялись чаще всего на русском языке. Известными представителями бакинского шансона стали Бока, Григорий Багдасаров, Айдынчик, Игорь Тимаков, ВИА «Вартинер», Сергей Колесниченко, Шурик Мкртумян, Жора Кировабадский, Арзу Рзаев, Ягубов, Эйюб Ягубов, Сабир Ахмедов, Самед Самедов, Ильгар Саиль и другие. Русскоязычные песни в стиле бакинского шансона вошли в репертуар певцов-уроженцев других республик (Данико, Арсен Петросов, Тимур Темиров, Братья Шахунц), а с началом эмиграции из Азербайджана в 1990-х продолжили пользоваться популярностью в кавказских иммигрантских общинах стран СНГ, Европы, США, Израиля.

### Кино
В советскую эпоху на киностудии «Азербайджанфильм» были сняты десятки художественных и документальных фильмов на русском языке, в том числе «Телефонистка», «Не бойся, я с тобой», «Лев ушёл из дома», «Асиф, Васиф, Агасиф», «Экзамен» и другие. Ряд фильмов на русском языке был снят в Азербайджане и в постсоветскую эпоху.

## Русский язык сегодня

### Статус
Русский язык не имеет официального статуса в Азербайджане, но продолжает активно бытовать в повседневной жизни жителей Баку, хотя за пределами столицы количество владеющих и использующих русский язык сильно понизилось после распада СССР, а русскоязычная бакинская субкультура пережила сильный упадок вследствие эмиграции большого числа её носителей. Как и в советское время, сегодня русский в Азербайджане распространён в среде интеллигентов и «элиты». Тем не менее, опрос, проведённый фондом «Наследие Евразии», отнёс Азербайджан в группу стран бывшего СССР с наихудшим уровнем владения русским (в эту же группу вошли Армения, Грузия, Литва и Таджикистан).
В 1998 году русский язык в школах с азербайджанским языком обучения (т. н. «азсектор») стал изучаться как иностранный, а с 2002 года — как факультативный предмет. В 2002 году был издан закон «О государственном языке Азербайджанской Республики», согласно которому всё делопроизводство должно было вестись на азербайджанском языке. Магазинные вывески, бланки, печати на русском языке стали заменяться на азербайджанские. С 2007—2008 по указу Национального совета по телерадиовещанию было прекращено прямое вещание российских телеканалов. Основной причиной называлось неприемлемость занятия зарубежными каналами места на национальных частотах Азербайджана, являющихся «национальным достоянием страны», однако среди прочих причин фигурировала проармянская направленность российских телеканалов в деле освещения армяно-азербайджанского конфликта вокруг Нагорного Карабаха. В 2008 году был введён запрет на трансляцию теле- и радиопередач на «иностранных языках» на азербайджанских каналах, за исключением ежедневного выпуска новостей на русском языке. Эта мера была воспринята в Азербайджане очень неоднозначно (под «иностранными языками» по сути подразумевался один лишь русский, так как трансляция на другом популярном иностранном языке — турецком — была запрещена лишь год спустя) и столкнулась с массой критики со стороны руководств телеканалов и общественности. В качестве аргумента утверждалось, что в Азербайджане по-прежнему имеется крупная русскоязычная община, а также того, что на русском языке выходил в эфир и имел большой успех местный вариант популярного телешоу «Что? Где? Когда?». В итоге для передачи было сделано исключение, однако с 2009 года она стала выходить в эфир с азербайджанскими субтитрами.

### Образование
Как и в советское время, на сегодняшний день[когда?] в Азербайджане функционирует 300 общеобразовательных школ, 18 высших и 38 средних специальных учебных заведений с преподаванием на русском языке, в том числе основанный в 2000 году Бакинский славянский университет, основанный в 2009 году бакинский филиал Московского государственного университета им. М. В. Ломоносова и Бакинский филиал I Московского государственного медицинского университета им. И. М. Сеченова. Действует Ассоциация преподавателей русскоязычных учебных заведений Азербайджана. Несмотря на то, что интерес к образованию на русском языке понизился после распада СССР, к 2008 году количество школьников, получающих образование на русском языке, вновь повысилось и составило 15 % от общего количества, что является аналогичным показателям 1990 года.
В 2010—2011 учебном году в 50 школах с преподаванием на азербайджанском языке преподавание русского языка стало вновь обязательным для учащихся 1—5 классов с перспективой превращения его в обязательную дисциплину в старших классах с 2011 года.

### Средства массовой информации
На июнь 2010 года 50 печатных изданий и 7 информационных агентств осуществляли деятельность на русском языке, что составляло 12 % от общего количества азербайджанских СМИ. В 2009 году самый читаемый русскоязычный новостной веб-портал Азербайджана посещался азербайджанскими Интернет-пользователями в четыре раза чаще, чем веб-сайт самой читаемой газеты на азербайджанском языке.

## Особенности русского языка в Азербайджане
Русский говор Азербайджана отличается от литературного русского рядом характерных черт. При этом их носителями являются не только русскоговорящие азербайджанцы, но и сами этнические русские, прожившие значительную часть своей сознательной жизни в Азербайджане. На фонетическом уровне характерно особое удлинение начальных гласных, резкий подъём интонации в конце предложения, сложение «д» и «ж» в аффрикату, являющиеся влияниями азербайджанского языка. На лексическом уровне — это ряд преимущественно бытовых и жаргонных слов как азербайджанского, так и русского происхождения, некоторые из которых оказались включёнными в онлайн-словарь русских диалектизмов «Языки русских городов». Примеры слов: «демьянка» («баклажан»), «домашник» («тапка»), «собирун» («тусовка»), «джигалить» («жульничать»), «сярфовать» («быть выгодным»), «балашка» («ребёнок») и пр. Слова эти из бытового обращения постепенно проникают и в публицистику.
В 1950-х годах впервые был описан так называемый русский островной говор Азербайджана — южнорусский в корне диалект русских переселенцев-старообрядцев, появившихся в Азербайджане в первой трети XIX века, чьи сёла в прошлом были разбросаны островками по всей территории страны (отсюда название «островной»). От современного литературного русского островной говор Азербайджана отличается высокой концентрацией древнерусской лексики. В 2005 году был издан словарь, представляющий собой систематизированный диалектный материал этих островков, однако диалект вследствие эмиграции сельского русского населения Азербайджана находится под угрозой скорого исчезновения.